# Les Yeux bleus de Yonta
Pour plus de détails, voir Fiche technique et Distribution.
Les Yeux bleus de Yonta (Udju Azul di Yonta) est un film bissau-guinéen réalisé par Flora Gomes, sorti en 1992.

## Synopsis
Yonta a dix sept ans. Elle habite Bissau avec sa famille, son père menuisier, sa mère qui travaille aux Télécoms, et son petit frère Amilcar. Alors que Yonta est secrètement amoureuse d'un ami de son père, héros de la guerre d'indépendance nationale, elle reçoit d'anonymes missives d'amour qui l'intriguent. C'est un jeune homme timide qui lui envoie ces lettres, recopiées d'un recueil de lettres d'amour...
Des femmes et des hommes dans une grande ville africaine, leurs espoirs et leurs difficultés, et le rire des enfants.

## Fiche technique
- Titre : Les Yeux bleus de Yonta
- Titre original : Udju Azul di Yonta
- Réalisation : Flora Gomes
- Scénario : Flora Gomes, Manuel Rambout Barcelos et Ina Césaire
- Image : Dominique Gentil
- Son : Pierre Donnadieu
- Montage : Dominique Pâris
- Musique : Adriano Gomes Ferreira
- Production : Paulo De Sousa, Maria Cecilia Fonseca
- Pays :  Guinée-Bissau,  Portugal,  France,  Royaume-Uni et  Suisse
- Format : couleurs - 1,66:1 - Mono - 35 mm
- Genre : drame
- Durée : 90 minutes
- Date de sortie : 5 février 1992

## Distribution
- Maysa Marta : Yonta
- Bia Gomes : Belante
- Jorge Quintino Biague : Marcos
- Antonio Simao Mendes : Vicente
- Dina Vaz : Mana
- Jacquelina Camara : Santa
- Pedro Dias : Ze
- Quinta Dju : Vidente
- Teborcio Gomes : Omer
- Adao Malan Nanque : Nando
- Marcelo Cabral : Professeur
- Mohamed Lamine Seidi : Amilcar
- Domingos Soares Semedo : Matchu Duno
- Manuel Dias Sequeira : Pedro
- Henrique Silva : Ambros
- Caramba Ture : Manecas
- Gervasio Anibal da Mata : Tino
- Abdulai Keita : Encarregado Despejo
- Gildo Mendes : Pêcheur
- Rui Manuel da Costa : Pêcheur
- Alexandre Okaia Gomes : Pêcheur

## Appréciation critique
« Flora Gomes entrelace avec légèreté et élégance les doutes et les errements de l'après-indépendance. Depuis la libération de 1973, les années ont roulé en désordre, avec des rires et des catastrophes, comme cette avalanche de pneus, chacun marqué d'un millésime et que poussent des gamins en faisant la course. Vers où ? Amilcar, le petit frère de Yonta, a écrit « 2000 » sur sa grosse chambre à air : l'histoire n'est pas finie, incertaine seulement.
Le regard de Flora Gomes sur l'état de son pays, la Guinée-Bissau, n'est pas bleu non plus : chômage, difficultés d'approvisionnement, nouveaux riches et pauvres toujours aussi pauvres, expulsions, l'émigration au Portugal comme horizon pour beaucoup, la ville aux rues défoncées... Il filme tout cela sans équivoque mais avec chaleur et tendresse pour ses personnages, prompt à saisir la première occasion de sourire, à emboîter le pas de la première danse. Le deuxième film de Flora Gomes (après Mortu Nega) est un constat lucide et joyeux à la fois. »

— Jean-Michel Frodon, Le Monde, 29 mai 1993

## Distinctions
- Festival international du film de Thessalonique 1992 : Alexandre d'argent
- Journées cinématographiques de Carthage 1992, Tanit de bronze
- FESPACO 1993, prix d'interprétation féminine : Maysa Marta